# Forget Me Not
Forget Me Not – amerykański horror z 2009 roku w reżyserii Tylera Olivera.

## Opis Filmu
Grupka nastolatków decyduje się pobawić na cmentarzu. Jedna z osób uczestniczących w grze okazuje się być duchem koleżanki pozostałych bohaterów. Po jakimś czasie przyjaciele zaczynają jeden po drugim znikać. Tę zagadkę rozwiązuje – jedna z najpopularniejszych dziewcząt w szkole – Sandy Channing.

## Obsada
- Cody Linley – li Channing
- Carly Schroeder – Sandy Channing
- Barbara Bain – Siostra Dolores
- Dan Gauthier – Zack Mitchell
- Brittany Renee Finamore – Angela Smith
- Jillian Murray – Lex Mitchell
- Micah Alberti – Jake Mitchell
- Bella Thorne – Młoda Angela
- Brie Gabrielle – Hannah
- Alex Mauriello – Cecilia
- Chloe Bridges – Layla
- Joey Luthman – Młody Eli
- Sean Wing – TJ
- Charles Dierkop – Drużynowy Pete
- Saige Ryan Campbell – Młoda Layla
- Ron Roggé – Zaopatrzeniowiec
- Julie Janney – Panna Channing
- Roxana Ortega – Pielęgniarka Garcia
- Courtney Biggs – Młoda Sandy
- Sam Endicott – Nikolai
- Zachary Abel – Chad
- Christina Gabrielle – Sierota
- Robby D. Bruce – Młody Jake
- Kylie Chalfa – Młody Lex
- Fiona Goodwin – Pielęgniarka Patton